# Шортер (Алабама)
Шортер (англ. Shorter) — місто (англ. town) в США, в окрузі Мейкон штату Алабама. Населення — 385 осіб (2020).

## Географія
Шортер розташований за координатами 32°24′41″ пн. ш. 85°58′22″ зх. д. / 32.41139° пн. ш. 85.97278° зх. д. (32.411509, -85.972756). За даними Бюро перепису населення США в 2010 році місто мало площу 11,83 км², з яких 11,75 км² — суходіл та 0,07 км² — водойми.

## Демографія
Згідно з переписом 2010 року, у місті мешкали 474 особи в 175 домогосподарствах у складі 128 родин. Густота населення становила 40 осіб/км². Було 195 помешкань (16/км²).
Расовий склад населення:
| - 79,5 % — чорних або афроамериканців - 18,8 % — білих - 0,6 % — азіатів |

До двох чи більше рас належало 1,1 %. Частка іспаномовних становила 1,1 % від усіх жителів.
За віковим діапазоном населення розподілялося таким чином: 22,4 % — особи молодші 18 років, 63,7 % — особи у віці 18—64 років, 13,9 % — особи у віці 65 років та старші. Медіана віку мешканця становила 43,6 року. На 100 осіб жіночої статі у місті припадало 101,7 чоловіків; на 100 жінок у віці від 18 років та старших — 100,0 чоловіків також старших 18 років.
Середній дохід на одне домашнє господарство становив 40 576 доларів США (медіана — 38 409), а середній дохід на одну сім'ю — 48 641 долар (медіана — 47 750). За межею бідності перебувало 12,9 % осіб, у тому числі 12,5 % дітей у віці до 18 років та 11,5 % осіб у віці 65 років та старших.
Цивільне працевлаштоване населення становило 142 особи. Основні галузі зайнятості: виробництво — 26,1 %, освіта, охорона здоров'я та соціальна допомога — 23,9 %, публічна адміністрація — 14,1 %, науковці, спеціалісти, менеджери — 7,7 %.